# Герб Слов'янська
Герб Слов'янська — офіційний символ міста Слов'янська Донецька область, затверджений рішенням Слов'янської міської ради від 22 липня 1997 року. 

Автори — Микола Омельченко, Анатолій Шамрай, Валерій Абрамов, Сергій Чернета.

## Опис
«У зеленому полі щита золотий кадуцей, що супроводжується вгорі срібним соколом з розпростертими крилами, внизу — золотим козацьким хрестом, з обох боків — двома срібними ромбами, покладеними в перев'яз звичайний і в перев'яз лівий.»
Щит обрамований декоративним картушем і увінчаний срібною мурованою короною.

## Символізм
Зелене поле щита — краса природи краю, лікувальні чинники міста-курорту.
Сокіл — слов'янський символ, птах — господар степів, вказує на: географічне розташування; характеризує природний світ краю; єдність людини та природи; хранитель миру та спокою (розпростерті крила); захисник та покровитель; срібний колір — благородство та чистота помислів, миролюбність.
Сокіл також є символом пісні «Дивлюсь я на небо, та й думку гадаю…», автор якої — Михайло Миколайович Петренко — є уродженцем міста.
Золотий колір (колір багатства, добробуту, хліба) визначає статус міста як центру сільськогосподарського району.
Кадуцей, ромби та хрест символізують витоки міста: ромби — сольові промисли, початок розвитку промисловості; кадуцей (символ торгових людей) — торгівля, зародилася на солепромислі, визначила попри всі наступні століття специфіку розвитку міста як купецького; вказує на історичну приналежність до земельного устрою; золотий хрест — головний елемент прапора Ізюмського козацького полку того часу, коли козацтво охороняло солеварів від набігів руйнівників, збудувавши фортецю, яка започаткувала місто.
Місто зіграло роль форпосту на рубежі християнства та мусульманства. Накладання золотого хреста на зеленому тлі символізує перемогу християнства.
Картуш — декоративна прикраса щита — символізує українські традиції та наголошує на самобутності архітектури.

## Історія

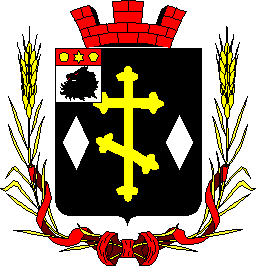
Проєкт герба Б. В. Кене

### Проєкт Кене
1867 року був розроблений проєкт герба Слов'янська, в рамках геральдичної реформи, започаткованої Бернгардом Кене:
«На чорному полі щита розташований золотий шестикінцевий трилистий хрест (слов'янський хрест), супроводжуваний двома срібними ромбами. У вільній частині в правому верхньому кутку — герб Харківської губернії.»
Хрест символізував «перемогу слов'янських народів над турками», а ромби — солеварні, що існують тут здавна. Проєкт так і не був офіційно затверджений.

### Радянський герб
Відомості про офіційний статус проєкту герба Слов'янська 1976 року лишаються невідомі. Проте сувенірна проlукція із цим проєктом випускалася. Автор герба — Ю. Піддубний:
«У правій частині золото-лазурового розтятого червленим списом щита зелена ялина, що виходить від центру, супроводжується праворуч вгорі зеленою ж ялиною, у лівій — у золотій півшестерні срібно-лазурова хімічна реторта. У золотому підніжжі щита стара назва міста „Тор“ і рік заснування міста „1676“, що супроводжуються внизу кільцем, розділеним горизонтально на дві частини.»
Кільце в підніжжі — алхімічний знак солі, як на гербі Бахмута. Червоний спис, ймовірно, є олівцем на честь Слов'янської олівцевої фабрики.

### Інші проєкти
1988 року в Слов'янському краєзнавчому музеї були знайдені документи, що стосувалися проєкту герба 1867 року, які через хрест міська рада не стала затверджувати.
1996 року на основі проєкту 1867 року був розроблений новий варіант герба. Слов'янський хрест був замінений на козацький хрест із прапора Ізюмського слобідського козацького полку періоду заснування міста.
Проєкт міською владою знову не був прийнятий, але була створена геральдична комісія, яка провела конкурс проєктів герба і прапора Слов'янська. На конкурс було виставлено 20 проєктів герба і 21 проєкт прапора, в створенні яких взяли участь 15 авторів. У Слов'янському краєзнавчому музеї проходила виставка проєктів, де і був обраний сучасний герб.